# Мілан Младенович
Мілан Младенович (серб. Милан Младеновић) (21 вересня 1958 — 5 листопада 1994) — югославський рок-музикант, колишній вокаліст, гітарист та автор багатьох текстів белградського рок-гурту Екатарина Велика.

## Біографія
Народився 21 вересня 1958 року у Загребі, у сім'ї військовослужбовця Югославської Народної Армії. Батько, Спаса, був сербом, а мати, Даница — хорваткою. Коли Мілану виповнилось шість, його батька перевели на службу до Сараєва, і хлопець був змушений звикати до нового середовища. Коли Мілан пішов до четвертого класу, батько купив йому акустичну гітару.
Після того, як Мілану виповнилось 12 років, родина знову мала переїжджати — цього разу до Белграда. З часом у новому для себе місті, Мілан пішов вчитися до Дванадцятої белградської гімназії, де він познайомився з молодими людьми, які захоплювалися такими проявами сучасного мистецтва, як кіно та музика.
Разом зі своїм однокласником Гагі Михайловичем, наприкінці сімдесятих, вони заснували гурт «Лимуново дрво», який намагався грати хард-рок. Єдиною творчою спадщиною діяльності «Лимуново дрво» лишилися лише записи їх концертів. У той час Мілан захоплювався творчістю таких співаків, як Елвіс Костелло, Пол Веллер та Енді Партрідж з британського гурту «XTC».
Трохи згодом до гурта приєдналися нові члени, це Душан Коя та Іван Вдович, на прізвисько «VD». З появою нових членів, гурт змінив свій стиль — вони вирішили експериментувати з популярною у той час Новою хвилею, або — як називали цей стиль у Югославії — Нови Талас. Такі зміни не сподобалися Михайловичу і він вирішив піти з колективу. Музиканти вирішили залишитися втрьох, і змінивши свою назву на «Šarlo akrobata» випустили в середині літа 1981 року свій єдиний студійний альбом «Бистрији или тупљи човек бива кад...». Попри те, що альбом був добре прийнятий критиками, комерційного успіху йому досягти не вдалося. Через роки цей запис набув культового статусу. Після цього, через суперечкі між Душаном та Міланом, гурт припинив своє існування.

ЕКВ, 1986 рік

У кінці 1981 Мілан разом з тим же Гагой Михайловичем формує новий гурт Катарина II. На початку наступного року у гурту з'являється клавішниця Маргіта «Магі» Стефанович, а у 1983 до колективу приєднуються басист Боян Печар та колишній барабанник Шарла акробата Іван Вдович. У такому складі гурт видає однойменний альбом «Катарина II». Невдовзі після цього, у Михайловича виникли проблеми із законом і він навіть потрапив до в'язниці. Вийшовши, він був проінформований колегами по групі, що він більше не є членом Катаріні II. Але це був ще не кінець. Михайлович закріпив за собою всі права на назву «Катарина II», через що музиканти були змушені шукати собі нове ім'я. Члени гурту зупинились на — «Екатарині Великій» (Екатарина Велика), або скорочено — EKV.
Наступного, 1985 року, вийшов однойменний альбом. Після цього у 1986 року група випустила альбом «С' ветром уз лице» (Проти вітру), який підніс їх на вершину югославського рок-руху, де вони залишалися до самого кінця свого існування у 1994 році. Загалом, як «Екатарина Велика» гурт випустив шість успішних, номерних, студійних альбомів.
У другій половині вісімдесятих, крім праці з «ЕКВ» Мілан також брав участь у різних окремих проєктах. Він був продюсером платівок таких югославських гуртів як «Густаф и његови добри духови» та «Фит». У 1985 році разом з іншими членами гурту він знявся у фільмі Горана Марковича «Тајванска канаста», а у наступному році у фільмі Дарко Баїча «Црна Марија» (Червона Марія), до якої гурт написав пісню «Bus Station». У кінці вісімдесятих, він написав музику до театральної вистави, в якій брали участь Влатко Стефановскі з «Леб и сол», Джорже Єрич, Зоран Петрович та інші югославські рок-зірки.

сингл «Слушај 'вамо!»

Югославські війни, які розпочалися на початку 90-х, дуже особисто зачепили Мілана. Він сам був з полі-етнічної сім'ї, а також, протягом життя, встиг пожити серед людей різних конфесій та національностей — тому не має нічого дивного в його космополітичності та пацифізмі. У своїх інтерв'ю тих часів, він багато говорив про свою стурбованість за долю держави та людей. На платівках «ЕКВ» виданих у той час, є багато посилань та алюзій на стан югославського суспільства у ті важкі часи. Сам гурт «Екатарина Велика» брав активну участь у багатьох антивоєнних заходах. Один з таких заходів став концерт на Олімпійському стадіоні у Сараєво, на якому гурт виступав разом з вокалісткою гурту «Октобар 1864», перед майже 50 тисячною аудиторією.
Пізніше, разом з членами інших белградських гуртів «Партибрејкерс» і Електрични оргазам, був створений проєкт «Римтутитуки», творча активність якої була направлена на пацифістську пропаганду. Цією формацією був записаний лише один сингл «Слушај 'вамо!», з ключовим приспівом «Мир, брате, мир», який був надрукований фірмою «Б92». У вільний продаж цей сингл не потрапив — він безплатно роздавався на вулицях Белграду протягом антивоєнної кампанії. У вересні 1993 року ця формація виступила у Празі та Берліні, а також у Загребі (акція «Ко то тамо пјева»). 
Також був запланований виступ у Баня-Луці столиці боснійських сербів, але Мілан відмовився там виступати через те що, протягом війни, там була зруйнована старовинна мечеть «Ферхадія»

Angel's Breath

Влітку 1994 Мілан поїхав до Бразилії, де разом зі своїм другом Мітаром Суботичем брав участь над створенням альбому проєкту «Angel's Breath». За словами Мілана, це певний вид психоделічного самба-року з помітним балканським впливом". Потім Мілан вирушив до Парижу, де був знятий кліп на пісню «Црв» (Теплий).
24 серпня 1994 EKV відіграли, як з'ясується пізніше, свій останній концерт. Це був виступ на фестивалі Pjesma Mediterana (Пісня Середземного моря) у чорногорському місті Будва. Вже наступного дня Мілану стало зле, і його забрали до лікарні. Трохи згодом йому поставили діагноз — рак підшлункової залози. На превеликий жаль хвороба швидко прогресувала, лікарі нічого не могли вдіяти.
Через декілька місяців, 5 листопада, 1994 року, Мілан Младенович помер у Белграді, у віці 36 років. EKV припинила своє існування. Процедуру прощання показували по Центральному Сербському Телебаченню. Поховали його на белградському цвинтарі «Ново гробље», 114 ряд, гроб 523Б.

## Пам'ять
У трьох столицях колишніх республік Югославії — Белграді, Загребі та Подгориці, ім'ям Младеновича названі міські вулиці.
Навесні 2011-го Ліберально-демократична партія Сербії виступила з ініціативою, щодо придання назви площі перед Белградським Будинком Молоді ім'я Мілана Младеновича. Цю ініціативу палко підтримали мешканці Белграду, зібравши більше ніж 15 000 підписів за 12 діб.. Відповідно до рішення міської ради від 14 липня 2011 року, той майдан тепер називається «Площа Мілана Младеновіча» (серб. Плато Милана Младеновића).